# Mamma ho ingoiato l'autotune
Mamma ho ingoiato l'autotune è il quinto EP del rapper italiano Jesto pubblicato nel 2012 in free download. Le produzioni del progetto sono state affidate a Spenish ed a Mixer-T.
Nel progetto è presente un massiccio uso dell'Auto-Tune, fatto menzionato anche nel titolo del lavoro.

## Tracce
1. Il re delle paranoie – 3:36
2. Vai via – 3:25
3. Cattivo umore – 3:34
4. Freddo dentro – 4:15
5. 1, 2, 3 – 3:51
6. Discoteque – 3:10
7. Brutte vibrazioni – 4:13
8. Fammi vedere – 3:50